# Aéroport international Ngurah-Rai
L'aéroport international Ngurah Rai (code IATA : DPS • code OACI : WADD) est l'aéroport de Denpasar, la capitale de la province indonésienne de Bali. Il est situé à 15 km au sud de la ville. Son nom est un hommage au héros national d'Indonésie, I Gusti Ngurah Rai, tué au combat durant la Guerre d'indépendance.
Ngurah Rai est le 3e aéroport indonésien en nombre de passagers après Soekarno-Hatta de Jakarta et Juanda de Surabaya, et le premier point d'entrée du pays en nombre d'arrivées de visiteurs étrangers.

## Historique
En 1930, le département des Travaux publics de l'administration coloniale néerlandaise décide de construire une piste d'atterrissage de 700 mètres de long à proximité du village de Tuban qui lui donne son premier nom : Pelabuhan Udara Tuban (aéroport de Tuban). Utilisée par l'armée japonaise, elle est bombardée en 1942 et réparée à l'aide de plaques d'acier. L'aérogare et la tour de contrôle sont construites en 1949. L'extension de la piste sur une longueur de 2 700 mètres est réalisée par le gouvernement indonésien entre 1963 et 1969 grâce à un polder de 1 500 mètres. Un service de vols internationaux est créé en 1966. Le 1er août 1969 l'aéroport international Ngurah Rai de Bali est inauguré par le président Soeharto. De nouvelles installations aéroportuaires sont construites en 1975 puis 1978. Entre 1990 et 1992, de nouvelles extensions sont réalisées et la longueur de la piste d'atterrissage est portée à 3 000 mètres. De 1998 à 2000 douze hectares de mangrove sont utilisés pour de nouvelles extensions et installations. Un nouveau projet en cours de conception prévoit de porter la capacité d'accueil de l'aéroport à 25 millions de passagers.

## Localisation

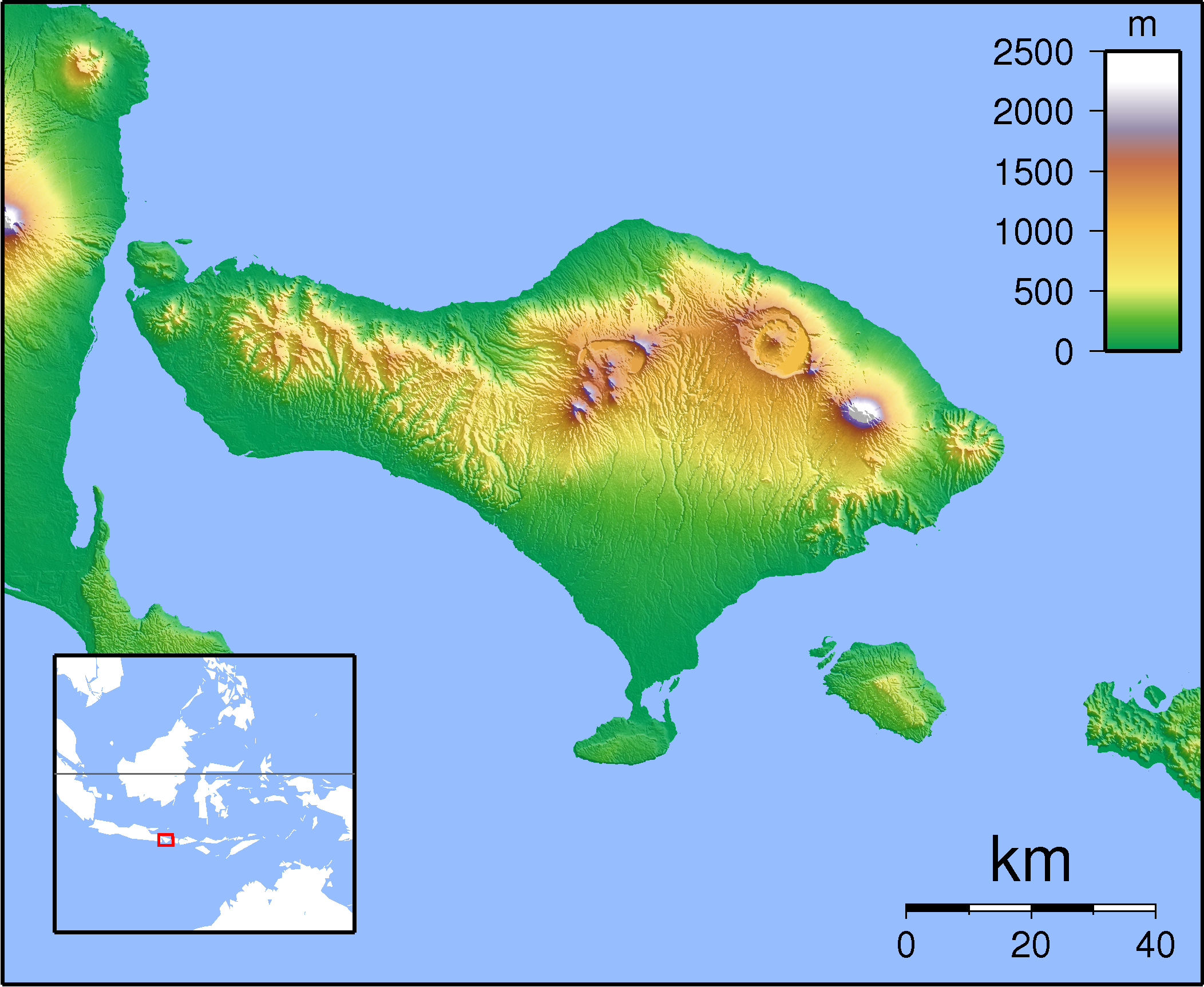
Île de Bali. L'aéroport se trouve sur la langue de terre reliant le sud de l'île à la péninsule de Bukit.

L'aéroport est situé à 15 km au sud de la ville de Denpasar, la capitale de la province indonésienne de Bali. Il est implanté dans le kabupaten de Badung, sur la langue de terre reliant le sud de l'île à la péninsule de Bukit, sur le territoire du village de Tuban entre les communes de Kuta et de Jimbaran. Il est directement relié à Denpasar et à la péninsule de Bukit par le pont de Bali Mandara.
| Banda Aceh Denpasar Pangkal · Pinang Tanjung · Pandan Djakarta-Soekarno-Hatta Bengkulu Solo Semarang Pangkalan · Bun Palangkaraya Sampit Palu Djakarta-Halim Perdanakusuma Samarinda Malang Surabaya Balikpapan Ende Kupang Komodo Gorontalo Jambi Bandar Lampung Ambon Tarakan Ternate Manado Gunung · Sitoli Medan Wamena Biak Merauke Timika Jayapura Pekanbaru Batam Tanjung · Pinang Bau-Bau Banjarmasin Makassar Palembang Bandung Pontianak Ketapang Bima Lombok Manokwari Sorong Padang Yogyakarta |

## Statistiques
|                                                              |
| Source: Liste des aéroports les plus fréquentés en Indonésie |

## Compagnies aériennes et destinations
| Compagnies              | Destinations |
| ----------------------- | --- |
| Aeroflot                | Moscou Chérémétiévo |
| Air New Zealand         | En saison : Auckland |
| AirAsia                 | Kuala Lumpur |
| AirAsia X               | Kuala Lumpur |
| Batik Air               | Madras (Chennai), Djakarta-S.-Hatta, Kuala Lumpur, Labuan Bajo, Perth, Samarinda, Surabaya-Juanda |
| Cathay Dragon           | Hong Kong |
| Cathay Pacific          | Hong Kong |
| Cebu Pacific            | Manille-N. Aquino |
| China Airlines          | Taïwan-Taoyuan |
| China Eastern Airlines  | Pékin-Capitale, Shanghai-Pudong |
| China Southern Airlines | Canton-Baiyun, Shenzhen-Bao'an |
| Citilink                | Balikpapan-Sultan-A.-M.-Sulaiman, Banyuwangi, Dili-Presidente-N. Lobato, Jakarta-Halim-Perdanakusuma, Djakarta-S.-Hatta, Kuala Lumpur, Kunming-Changshui, Perth, Makassar-Sultan-Hasanuddin, Surabaya-Juanda Charter : Nankin, Ningbo, Wenzhou-Longwan, Wuxi/Suzhou, Yogyakarta-International |
| Emirates                | Auckland, Dubaï |
| EVA Air                 | Taïwan-Taoyuan |
| Garuda Indonesia        | - Amsterdam, - Pékin-Capitale, - Bima (en), - Ende, - Canton-Baiyun, - Hong Kong, - Djakarta-S.-Hatta, - Jayapura-Sentani, - Kupang-El Tari, - Labuan Bajo, - Londres-Heathrow, - Makassar-Sultan-Hasanuddin, - Lombok, - Maumere, - Medan-Kualanamu, - Melbourne-Tullamarine, - Osaka-Kansai, - Palembang-M. Badaruddin II, - Perth, - Semarang-A. Yani, - Séoul-Incheon, - Shanghai-Pudong, - Singapour-Changi, - Surabaya-Juanda, - Sydney-K. Smith, - Tambolaka, - Timika, - Tokyo-Narita, - Xi'an-Xianyang, - Yogyakarta, - Zhengzhou Charter : - Kunming-Changshui, - Shenyang |
| Hong Kong Airlines      | Hong Kong |
| Indonesia AirAsia       | Bangkok-Don Muang, Djakarta-S.-Hatta, Kertajati, Kuala Lumpur, Labuan Bajo, Lombok, Perth, Singapour-Changi, Surabaya-Juanda, Solo-Adisumarmo, Yogyakarta |
| Jetstar Airways         | Adélaïde, Brisbane, Cairns, Darwin, Melbourne-Tullamarine, Perth, Singapour-Changi, Sydney-K. Smith |
| Jetstar Asia Airways    | Singapour-Changi |
| KLM                     | Amsterdam, Singapour-Changi |
| Korean Air              | Séoul-Incheon |
| Lion Air                | - Kertajati, - Banjarmasin-Syamsudin Noor, - Djakarta-S.-Hatta, - Kupang-El Tari, - Lombok, - Makassar-Sultan-Hasanuddin, - Manado-S. Ratulangi, - Solo-Adisumarmo, - Surabaya-Juanda, - Yogyakarta Charter : , - Changsha, - Changzhou, - Chengdu-Shuangliu, - Chongqing-Jiangbei, - Canton-Baiyun, - Hangzhou-Xiaoshan, - Harbin Taiping, - Hefei, - Hong Kong, - Jinan, - Nanchang-Changbei, - Shenzhen-Bao'an, - Tianjin Binhai, - Ürümqi-Diwopu, - Wenzhou-Longwan, - Wuhan, - Xi'an-Xianyang, - Zhengzhou                                                                      |
| LOT Polish Airlines     | En saison Charter : Varsovie-Chopin |
| Mahan Air               | En saison Charter : Téhéran-Imam-Khomeini |
| Malaysia Airlines       | Kuala Lumpur |
| Malindo Air             | Adélaïde, Brisbane, Kuala Lumpur, Melbourne-Tullamarine, Sydney-K. Smith |
| NAM Air                 | Alor (en), Bima (en), Dili-Presidente-N. Lobato, Lombok, Maumere, Labuan Bajo, Semarang-A. Yani, Surabaya-Juanda, Tambolaka, Yogyakarta |
| Philippine Airlines     | Manille-N. Aquino |
| Philippines AirAsia     | Manille-N. Aquino |
| Qantas                  | Melbourne-Tullamarine, Sydney-K. Smith |
| Qatar Airways           | Doha-Hamad |
| Rossiya Airlines        | Moscou Chérémétiévo |
| Royal Brunei Airlines   | Bandar Seri Begawan |
| Royal Flight            | En saison Charter: Moscou Chérémétiévo |
| Scoot                   | Singapour-Changi |
| Shanghai Airlines       | Shanghai-Pudong |
| SilkAir                 | Singapour-Changi |
| Singapore Airlines      | Singapour-Changi |
| Sriwijaya Air           | Dili-Presidente-N. Lobato, Djakarta-S.-Hatta, Makassar-Sultan-Hasanuddin, Surabaya-Juanda Charter : Changsha, Fuzhou-Chánglè, Canton-Baiyun, Haikou, Hangzhou-Xiaoshan, Hefei, Nankin, Nanning, Quanzhou Jinjiang, Wuhan |
| Thai AirAsia            | Bangkok-Don Muang |
| Thai Airways            | Bangkok-Suvarnabhumi |
| Thai Lion Air           | Bangkok-Don Muang |
| Turkish Airlines        | Istanbul |
| Vietjet Air             | Hô Chi Minh Ville (Tân Sơn Nhất) |
| Vietnam Airlines        | Hô Chi Minh Ville (Tân Sơn Nhất) |
| Virgin Australia        | Brisbane, Melbourne-Tullamarine, Port Hedland, Sydney-K. Smith En saison : Darwin |
| Wings Air               | Bima (en), Ende, Kupang-El Tari, Labuan Bajo, Malang-Abdul-Rachman-Saleh, Lombok, Maumere, Semarang-A. Yani, Tambolaka, Waingapu |
| XiamenAir               | Xiamen-Gaoqi |

Édité le 16/11/2019

### Galerie

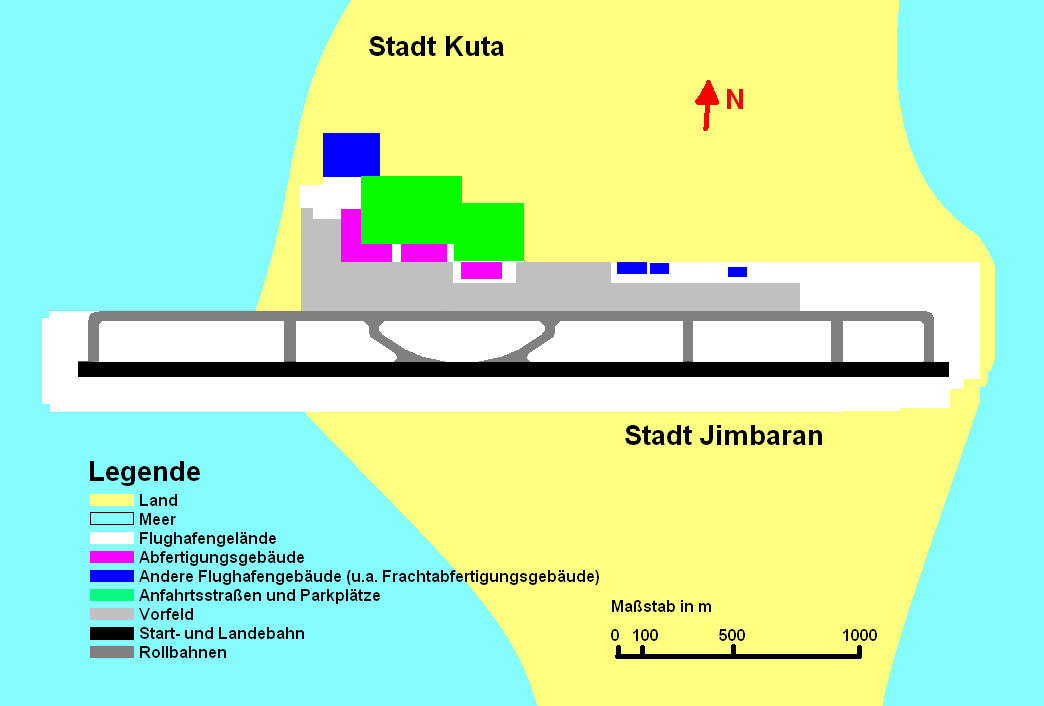
Plan de Denpasar-Ngurah Rai
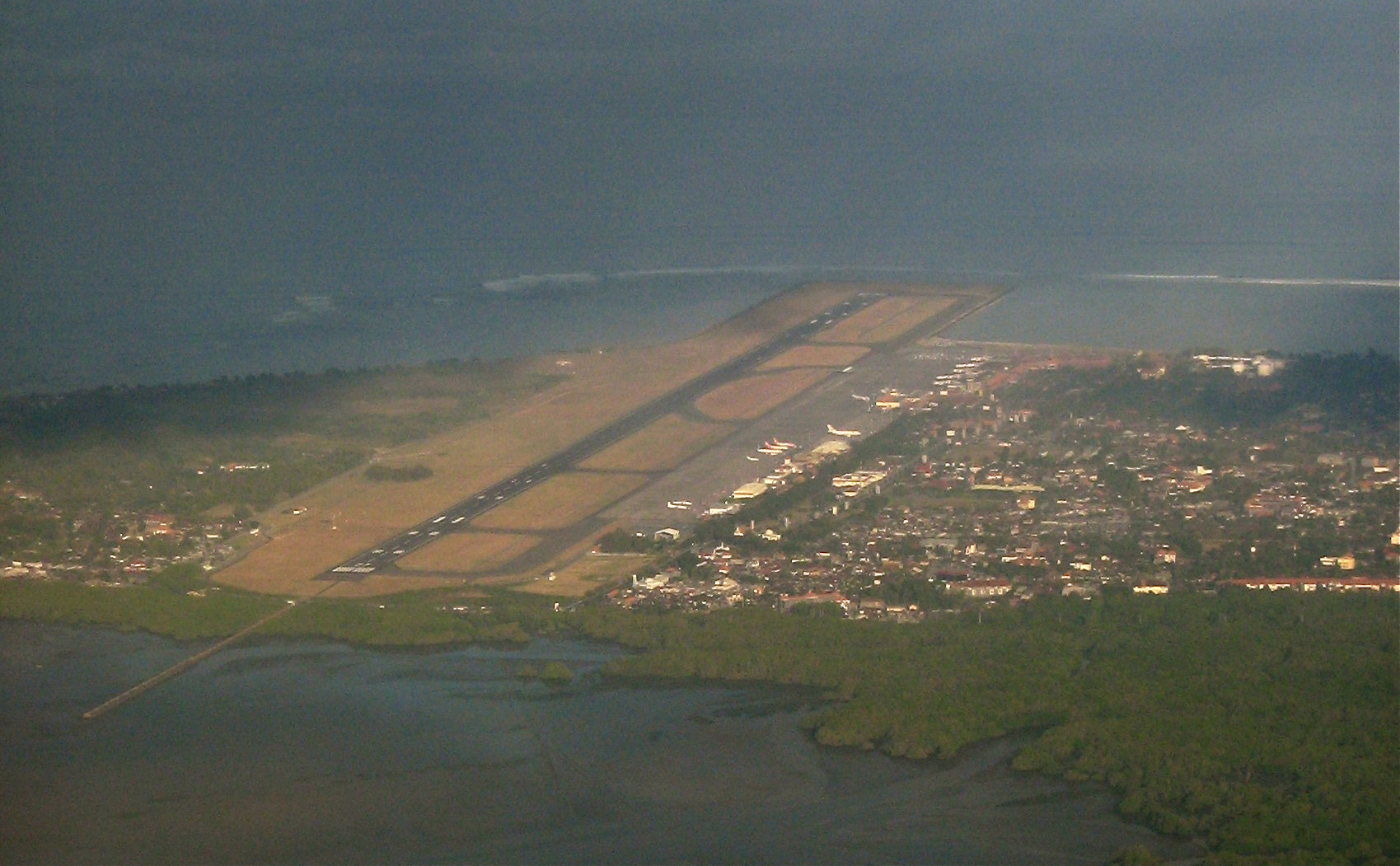
Ngurah Rai vu du ciel
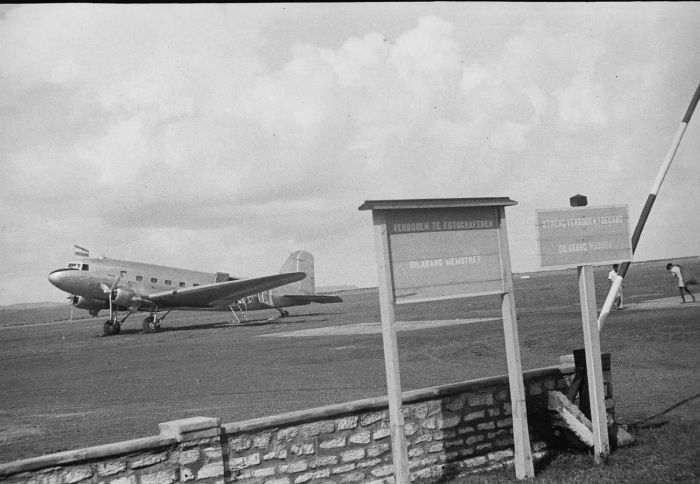
Un Douglas DC-3 Dakota hollandais sur le terrain d'aviation de Kuta en 1949
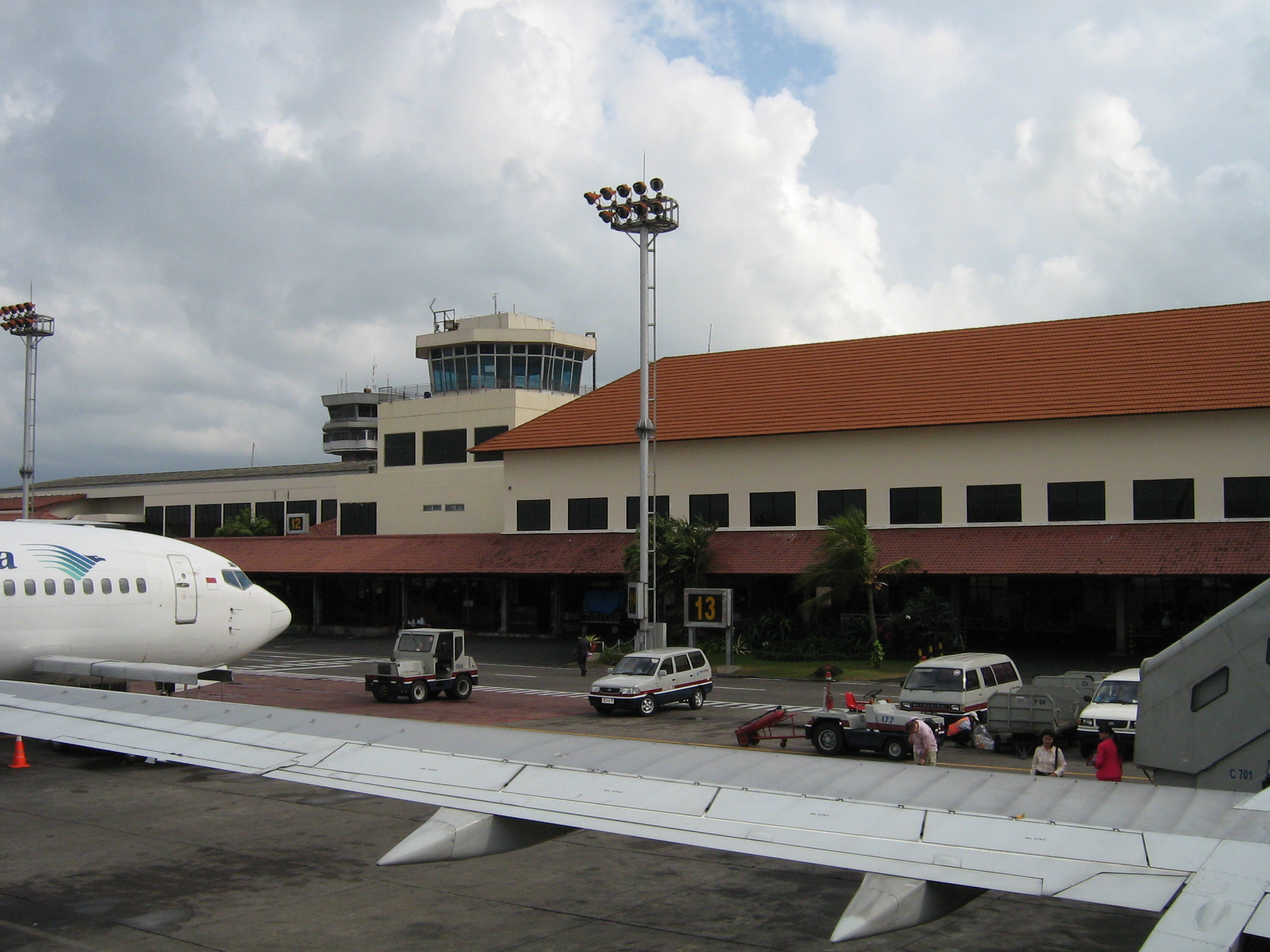
L'aérogare des vols intérieurs et l'ancienne tour de contrôle
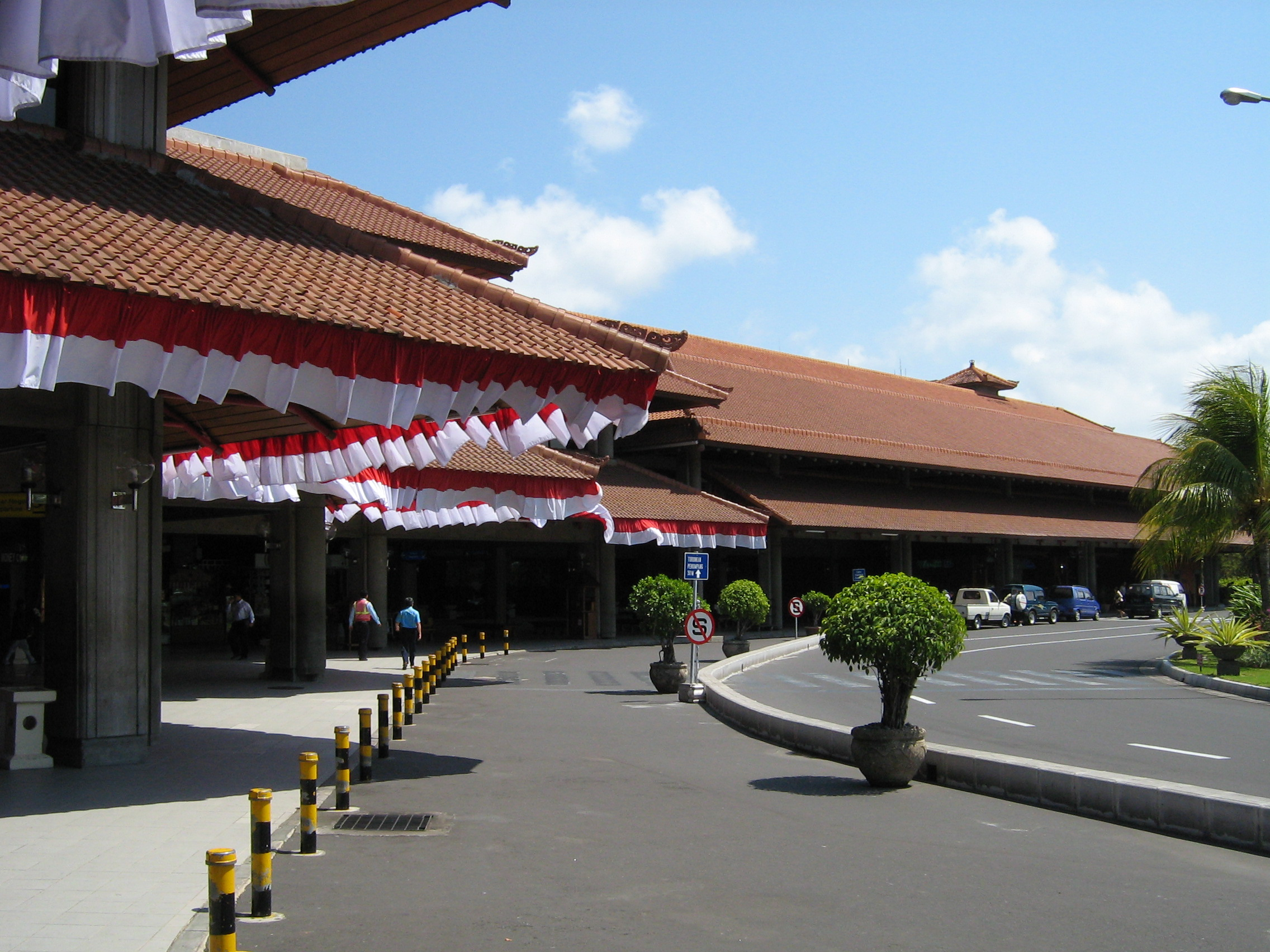
Le hall des arrivées internationales